# Мусонда, Чарли (футболист, 1969)
Чарльз Мусонда (англ. Charles Musonda; род. 22 августа 1969, Муфулира, Коппербелт) — замбийский футболист, игравший на позиции полузащитника. Известен по игре за бельгийский клуб «Андерлехт» и сборную Замбии.

## Клубная карьера
Дебют за национальную сборную Замбии состоялся в 1988 году в матче против сборной Ганы. Был в составе сборной на Летних Олимпийских играх 1988 в Сеуле, где замбийцы дошли до четвертьфинала, уступив Германии со счётом 0:4.
28 апреля 1993 года у самолёта, перевозившего сборную Замбии, возникли проблемы с двигателем, и он рухнул в Атлантический океан у побережья Габона. Все 30 человек, включая членов экипажа и президента футбольной ассоциации Замбии, находившихся на борту, погибли. Мусонда был травмирован и не полетел на том самолёте. По слухам, Мусонда отказался от игры за сборную в то время, предпочтя игру за «Андерлехт». Хотя в интервью он сообщил, что впервые услышал об авиакатастрофе, когда лежал в постели, оправляясь от операции на колене. С 1991 по 1996 годы он перенёс 7 операций на одном колене.
После карьеры футболиста Мусонда вернулся в «Андерлехт», где стал тренером молодёжного состава.

## Личная жизнь
Мусонда имеет 4 сыновей: Ламиша, Тика, Чарли младший и Мэтти. Все они начинали карьеры футболистов в молодёжной структуре «Андерлехта». Ламиша был показан в проекте с Дэвидом Бекхэмом. В июне 2012 года все они попали в молодёжный состав английского клуба «Челси».

## Достижения
- Чемпион Бельгии: 1990/91, 1992/93, 1993/94, 1994/95
- Обладатель Кубка Бельгии: 1987/88, 1988/89, 1993/94
- Обладатель Суперкубка Бельгии: 1985, 1987, 1993, 1995
- Финалист Кубка обладателей кубков: 1989/90